# Sweet Taste of Liberty
Sweet Taste of Liberty (hrv. Slatki okus slobode) je treća epizoda serije Kako sam upoznao vašu majku. Prvi put se emitirala 3. listopada 2005. na CBS-u.

## Radnja
Barney je odlučio kako će odviknuti Teda od navike da stalno ide u bar MacLaren's te kaže Tedu kako želi učiniti nešto legendarno. Odvuče ga u taksi te mu kaže kako treba pokupiti nekoga u zračnoj luci John F. Kennedy, no Ted nije shvatio kako Barney zapravo ide tražiti cure. Barney kaže Tedu kako moraju glumiti međunarodne poslodavce koji su se vratili iz Japana te Barney zatim odluči kako bi bilo dobro da odu u Philadelphiu jer dvije cure idu tamo. Barney nazove Marshalla te mu kaže da dođe u Philadelphiu u svom Fieru jer će biti legendarno. Ted i Barney zatim saznaju kako spomenute cure imaju dečke koji igraju obranu za momčad Philadelphia Eaglesa. Ted i Barney uspješno slete u Philadelphiu, no u tamošnjoj zračnoj luci ih uhiti policija jer su zaboravili pokupiti stvari u zračnoj luci u New Yorku i jer su u zadnji trenutak kupili karte, i to s gotovinom. Zadrže se u pritvoru, no policija ih pusti nakon što su otkrili da se u Barneyjevoj putnoj torbi nalaze samo kondomi i PowerBar.
U međuvremenu, Ted i Barney odlaze kod Sasche (zaštitarke u zračnoj luci) te upoznaju čovjeka koji radi kao zaštitar na Zvonu slobode te Barney kaže Tedu kako bi bilo legendarno da odu "polizati" Zvono slobode. Ted to odbija, no nakon što mu Barney kaže da je on njegov najbolji prijatelj, odluči s njim otići. Tijekom cijeloga puta prema Zvonu slobode, Ted i Barney zovu Marshalla i govore mu da ode s Fierom u Philadelphiu. Ted mu govori da ne ide, da nije ništa posebno, dok mu Barney govori da će biti legendarno.
Lily i Robin su, u međuvremenu, u baru MacLaren's. Lily postane ljubomorna jer Robin nije u vezi te ju dečki stalno časte pićem. Nazove Marshalla te mu kaže o svojoj noći te joj on odgovori da ju dečki ne časte pićem pošto nosi zaručnički prsten. On joj predloži da skine zaručnički prsten kako bi dobila pozornost. Lily je u tome neuspješna te jedino privuče homoseksualca koji joj kaže kako je sjela na grožđe. Robin je nezadovoljna jer se Lilyno ponašanje promijenilo te joj kaže kako ima ono što ostale cure nemaju, a žele: dobroga dečka. Spomenuti homoseksualac ponudi pomoć u uklanjanju mrlje od grožđa na koje je Lily sjela. Marshall u tom trenutku ulazi u MacLaren's jer nije mogao prestati razmišljati kako Lily skida zaručnički prsten te se odluči potući s čovjekom. Zagrlio je čovjeka kada je saznao da je homoseksualac, no njegov dečko je zatim to shvatio ozbiljno i odlučio se potući s Marshallom.
Ted i Barney se vrate u New York nakon "lizanja" Zvona slobode te Ted primijeti da se druži s Barneyjem jer uvijek može izvući dobru priču kad god idu na neki put.